# Tyler Downs
Tyler Downs (Saint Louis, 19 luglio 2003) è un tuffatore statunitense, vincitore di una medaglia di bronzo ai Giochi panamericani. Ha rappresentato gli Stati Uniti alle Olimpiadi di Tokyo 2020 e Parigi 2024.

## Biografia
È il più giovane dei sette figli nati da Theresa e Donnie Downs. Ha frequentato la Laurel Springs Online School, diplomandosi nel 2021. Si è matricolato presso la Università Purdue di West Lafayette, in Indiana, nell'autunno del 2021, per gareggiare nella squadra di nuoto e tuffi dei "Boilermakers". Dal 22 settembre 2022, tuttavia, non frequenta più gli studi universitari.

### Carriera
È stato sei volte campione nazionale juniores di tuffi negli Stati Uniti. Ha partecipato ai Giochi panamericani giovanili del 2015, 2017 e 2019. Ha partecipato alle World Series 2019 di Sagamihara e Pechino. 
Ai Campionati mondiali giovanili di tuffi del 2018 ha conquistato la medaglia d'argento nel trampolino 1 m. Ai Campionati panamericani giovanili del 2019 ha vinto l'oro nei 3 m e nel sincro 3 m e il bronzo nel trampolino 1 metro e nella piattaforma 10 m.
Si è qualificato per rappresentare la nazionale statunitense nel trampolino 3 m alle Olimpiadi di Tokyo 2020, disputate nel 2021 a causa della pandemia di COVID-19, dopo aver trionfato nell'evento ai trials olimpici statunitensi e aver sconfitto il suo idolo, David Boudia. Tuttavia, a Tokyo non è riuscito ad andare oltre le eliminatorie, concluendo al 23º posto.
Ha rappresentato la Stati Uniti ai Giochi olimpici estivi di Parigi 2024, classificandosi 8º nel sincro 3 m, in coppia con Greg Duncan.

## Palmarès
| Anno | Manifestazione      | Sede              | Evento         | Risultato | Prestazione | Note |
| ---- | ------------------- | ----------------- | -------------- | --------- | ----------- | ---- |
| 2021 | Giochi olimpici     | Tokyo             | Trampolino 3 m | 23º       | 348,70 p.   |      |
| 2022 | Mondiali            | Budapest          | Trampolino 1 m | 12º       | 293,10 p.   |      |
| 2022 | Mondiali            | Budapest          | Trampolino 3 m | 20º       | 362,55 p.   |      |
| 2022 | Mondiali            | Budapest          | Sincro 3 m     | 15º       | 299,43 p.   |      |
| 2023 | Mondiali            | Fukuoka           | Trampolino 3 m | 9º        | 389,00 p.   |      |
| 2023 | Mondiali            | Fukuoka           | Sincro 3 m     | 4º        | 385,23 p.   |      |
| 2023 | Giochi panamericani | Santiago del Cile | Trampolino 1 m | 6º        | 384,40 p.   |      |
| 2023 | Giochi panamericani | Santiago del Cile | Sincro 3 m     | Bronzo    | 368,64 p.   |      |
| 2024 | Mondiali            | Doha              | Trampolino 3 m | 29º       | 342,35 p.   |      |
| 2024 | Giochi olimpici     | Parigi            | Sincro 3 m     | 8º        | 346,08 p.   |      |